# Ismaily SC
Der Ismaily SC (arabisch نادي الإسماعيلي) ist ein ägyptischer Fußballverein in Ismailia.

## Geschichte
Der Klub wurde 1924 als Nahda Sporting Club gegründet. 1926 trat er dem Ägyptischen Fußballverband bei. Der Verein trägt seine Heimspiele im 16.500 Zuschauer fassenden Ismailia Stadium aus.
Bisher konnte der Ismaily SC drei ägyptische Meisterschaften und zwei Pokalbewerbe gewinnen. Den größten internationalen Erfolg feierte der Klub 1969 mit dem Gewinn der CAF Champions League. 2003 konnte erneut das Finale der CAF Champions League erreicht werden, man musste sich jedoch dem Enyimba FC aus Nigeria geschlagen geben.

## Erfolge
- Ägyptischer Meister: 1967, 1991, 2002
- Ägyptischer Pokalsieger: 1997, 2000
- Ägyptischer Pokalfinalist: 1977, 1985, 1999, 2003
- CAF-Champions-League-Sieger: 1969

## Bekannte Spieler (Auswahl)
| Name des Spielers | Zeitraum            | Bemerkung                                                                                             |
| ----------------- | ------------------- | --- |
| Hosni Abd-Rabou   | 2003–2005 seit 2006 | • aktueller ägyptischer Nationalspieler                                                               |
| Essam El-Hadary   | 2009–2010           | • aktueller ägyptischer Nationalspieler                                                               |
| Ahmed Hassan      | 1997–1998           | • aktueller ägyptischer Nationalspieler                                                               |
| Sayed Moawad      | seit 2006           | • aktueller ägyptischer Nationalspieler                                                               |
| John Utaka        | 2000–2001           | • aktueller nigerianischer Nationalspieler • in Europa u. a. für FC Portsmouth und Stade Rennes aktiv |

## Trainer
(unvollständig)
| Name des Trainers   | Zeitraum  | Bemerkung                                                  |
| ------------------- | --------- | ---------------------------------------------------------- |
| Frank Engel         | 1998–1999 |                                                            |
| Jorvan Vieira       | 2001      |                                                            |
| Theo Bücker         | 2003      | • Erreichte das CAF-Champions-League-Finale mit Ismaily SC |
| Hans-Dieter Schmidt | 2005      |                                                            |
| Mark Wotte          | 2006      |                                                            |
| Mark Wotte          | seit 2010 |                                                            |